# Nicola Benedetti
Nicola Benedetti (* 1. července 1987, West Kilbride, Skotsko, Velká Británie) je britská houslová virtuózka.

## Životopis
Narodila se ve vesničce West Kilbride v kraji Severní Ayrshire italskému otci a skotské matce. Na housle začala hrát již ve čtyřech letech. Ve svých 10 letech v roce 1997 začala studovat hru na housle ve škole pro mladé muzikanty Yehudi Menuhina. Již po prvním roce studia začala vystupovat jako sólistka. V roce 2000 již vystupovala s Royal Scottish National Orchestra, v dalších letech pak s dalšími předními britskými orchestry (např. Royal Philharmonic Orchestra).
Ve svých 16 letech v květnu roku 2004 vyhrála soutěž BBC pro mladé muzikanty, když si odvážně vybrala 1. houslový koncert Karola Szymanowského. Koncem roku 2004 pak přijala nabídku od Deutsche Grammophon na natočení šesti alb za 1 milion liber. První album vyšlo v roce 2005 a obsahovalo mimo jiné i houslový koncert Karola Szymanowského.
Od té doby koncertuje s předními hudebními tělesy. Věnuje se také jazzu a hraje i díla soudobých skladatelů. V říjnu 2009 absolvovala turné s Českou filharmonií, poté také několikrát vystoupila v České republice - v lednu 2010 s Českou filharmonií a v srpnu téhož roku s Pražskou komorní filharmonií v rámci festivalu Dvořákova Praha. S Českou filharmonií pod vedením Jakuba Hrůši nahrála album, které vyšlo v roce 2010.
Od roku 2012 hraje na houslích „Gariel“ vyrobených v roce 1717 Antoniem Stradivarim. Mistrovský nástroj jí dlouhodobě zapůjčil britský bankéř Jonathan Molds.

## Alba
- 2005: Karol Szymanowski - Houslový koncert č. 1 (Deutsche Grammophon)
- 2006: Mendelssohn: Houslový koncert (Deutsche Grammophon)
- 2007: Vaughan-Williams a Tavener (Universal Classics and Jazz)
- 2009: Fantasie (Decca Records)
- 2010: Čajkovskij a Bruch: Houslové koncerty (Deutsche Grammophon)